# World Series of Poker
Il World Series of Poker (WSOP) è l'evento di poker sportivo più prestigioso del mondo. Viene disputato ogni anno a Las Vegas.
Dal 2007 è organizzata l'espansione europea delle WSOP, denominata World Series of Poker Europe; dal 2013 sono state introdotte le World Series of Poker Asia Pacific.
Giocatori di tutto il mondo si sfidano in una serie di tornei comprendenti tutte le specialità del poker, con vari livelli di buy-in (ossia di quota di iscrizione), variabili da 500 a 50 000 dollari.
Il torneo più importante, che assegna convenzionalmente il titolo di campione del mondo, è il Main Event (evento principale), giocato nella specialità del poker Texas hold 'em nella variante senza limite.
Al giocatore vincitore di ogni torneo viene assegnato, oltre ad un consistente premio in denaro, un prestigioso braccialetto delle WSOP.

## Storia

### Le World Series a Reno
Nel 1968, Tom Morehead, proprietario del casinò Riverside a Reno (Nevada), organizzò un torneo ad inviti denominato World Series of Poker. Sebbene l'importanza di questo evento e dell'impegno di Morehead siano considerati fondamentale nella storia del poker e delle World Series of Poker, convenzionalmente l'inizio della storia del torneo viene fatto coincidere con lo spostamento del torneo a Las Vegas, nel Nevada

### La famiglia Binion
Lo svolgimento delle World Series of Poker a Las Vegas si deve alla famiglia Binion (il padre Benny ed i suoi figli Jack e Ted). Furono loro ad introdurre per primi nel loro casinò i giochi di poker, grazie al miglioramento delle misure di sicurezza per prevenire i bari. Fu grazie all'interessamento della famiglia Binion che il torneo di poker più importante del mondo venne spostato da Reno a Las Vegas dove, pur mantenendo la stessa denominazione, iniziò quell'evoluzione che lo ha fatto diventare un evento di portata mondiale. Benny Binion è considerato un pioniere del "Las Vegas style": fu infatti il primo a Las Vegas a posare la moquette sul pavimento del suo casinò, il primo ad utilizzare le limousine per accompagnare i clienti, il primo ad offrire drink ai giocatori. La sua filosofia "Good food, good whiskey, good gamble" ("Buon cibo, buon whisky, buone scommesse") fu il segreto del successo del suo casinò.

### La prima edizione

Johnny Moss e Walter Pearson alle World Series del 1974. In mezzo a loro Becky Binion, figlia di Benny Binion.

Le prime World Series of Poker si disputarono nel 1970 a Las Vegas (Nevada), nel casinò Binion's Horseshoe. La prima edizione prevedeva cinque eventi: 5 card stud, Deuce to seven low-ball draw, Razz, 7 card stud, e Texas hold 'em.
Si trattava di un torneo ad inviti organizzato da Benny Binion, proprietario del Binion's Horseshoe. La formula era molto particolare: i sette giocatori si sarebbero dovuti sfidare con i propri soldi nelle varie specialità del poker, ed alla fine avrebbero votato il miglior giocatore del torneo. Le prime World Series of Poker furono vinte da John Moss, autentica leggenda del poker. Un suo avversario disse di lui: “Se non hai mai perso una partita da Johnny Moss, non hai giocato veramente a poker”.
Per eleggere Johnny Moss furono necessarie due votazioni: nella prima fu chiesto ad ognuno dei partecipanti di votare per il miglior giocatore del torneo; come è facilmente intuibile, ognuno votò per sé stesso. Nella seconda votazione fu chiesto di votare il secondo miglior giocatore del torneo, e in questo modo Moss fu eletto vincitore.
Johnny Moss ebbe la sfortuna di vincere l'unica edizione delle World Series of Poker che non prevedeva un premio in denaro: tutto ciò che ottenne fu una coppa d'argento, il rispetto degli altri giocatori e l'onore di essere stato il primo ad iscrivere il proprio nome nella lista dei vincitori, che negli anni a venire andrà ad includere tanti straordinari campioni. La vittoria dell'anno successivo gli garantì invece un premio di 30 000 dollari, cifra decisamente bassa se paragonata ai premi multimilionari che il torneo riserverà in futuro ai vincitori. Gli andrà meglio nel 1974, quando la vittoria gli frutterà 160 000 dollari.

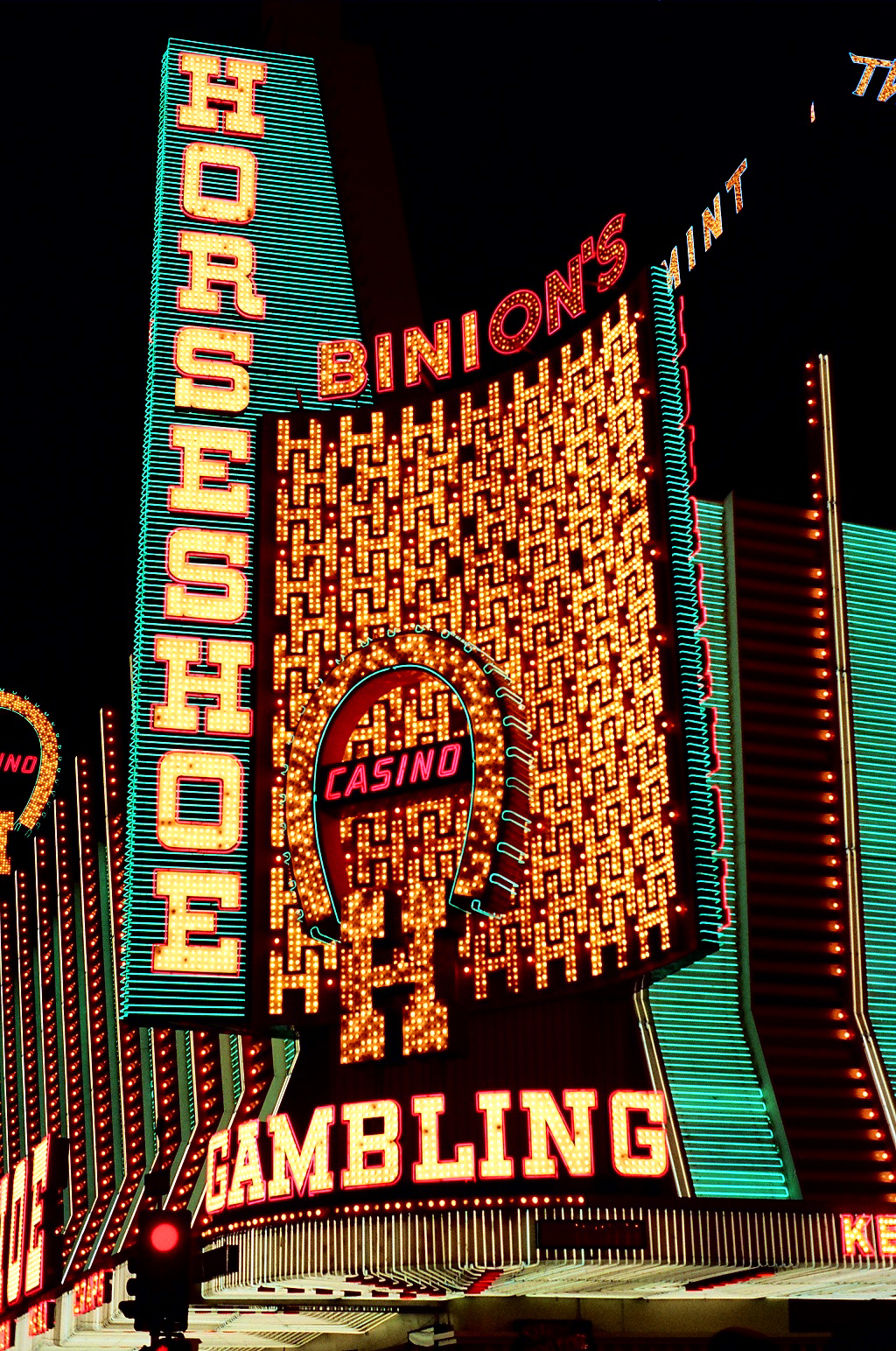
Il casinò Binion's Horseshoe, sede delle prime World Series of Poker (1970)

### Amarillo Slim
Inizialmente le World Series of Poker non riscossero particolare successo. Le prime due edizioni videro scontrarsi al tavolo del Main Event rispettivamente sette e sei giocatori, e la copertura data all'evento dai media fu praticamente inesistente. Un grande contributo al torneo fu dato dal vincitore del 1972, Thomas "Amarillo Slim" Preston: dopo l'affermazione nel torneo il giocatore texano fece in modo di pubblicizzare al massimo la propria affermazione, organizzando anche un tour promozionale negli Stati Uniti. Questo portò un notevole incremento dell'attenzione mediatica sulle World Series of Poker, tanto che l'edizione del 1973 fu la prima trasmessa in TV, sul canale CBS Sports. Sono ancora lontani i tempi in cui il poker diverrà un fenomeno planetario, ma quella edizione è considerata uno spartiacque nella storia del gioco e delle World Series of Poker.
Il contributo di Thomas "Amarillo Slim" Preston al successo delle World Series of Poker ed in generale del gioco del poker è stato estremamente importante. Oltre al già citato tour promozionale, partecipò al film California Poker di Robert Altman; fu ospite al Tonight Show in ben undici occasioni; ebbe l'occasione di giocare a poker con Lyndon Johnson e Richard Nixon, come lui stesso racconta nel suo best seller "Amarillo Slim in a World Full of Fat People" (letteralmente: Amarillo il magro in un mondo pieno di gente grassa). È in lavorazione un film sulla sua vita, che sarà diretto da Miloš Forman, con Nicolas Cage nella parte del giocatore texano.

### L'evoluzione ed il boom delle World Series of Poker

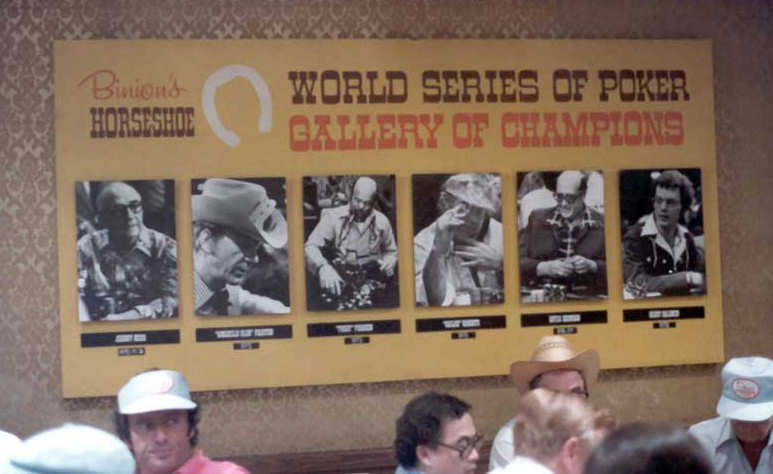
La Gallery of Champions nel 1979

Fino al 1972 gli eventi in programma erano pochi: cinque nel 1970, quattro nel 1971, solamente due nel 1972. Dal 1973 si cominciò ad includere tornei per le più diverse specialità del poker. Negli anni successivi il numero di tornei è andato costantemente aumentando, fino a raggiungere nel 2007 il numero di quarantacinque. Sono previsti tornei per tutte le specialità del poker, ma anche tornei riservati alle donne, ai dipendenti dei casinò o ai giocatori più anziani.
Il numero dei partecipanti alle World Series of Poker ha conosciuto, soprattutto negli ultimi anni, un aumento esponenziale. Se nel 1970 John Moss ha dovuto sconfiggere solamente altri sei avversari (scesi addirittura a cinque l'anno successivo), negli anni a venire, complici l'aumento degli eventi e dell'interesse dei media, il numero dei partecipanti è aumentato sensibilmente. Nel 2000 si è raggiunta la cifra di 4 780 iscritti, ma il record appartiene all'edizione del 2005, che ha visto partecipare oltre 23 000 giocatori.
Concausa dell'aumento dei partecipanti alle World Series of Poker è stata l'introduzione negli anni ottanta dei tornei satellite. Si tratta di sotto-tornei, giocati in luoghi diversi del mondo, che qualificano i vincitori ad uno dei diversi eventi delle World Series of Poker; siccome la quota d'iscrizione (buy-in) di questi tornei è decisamente inferiore rispetto a quella del torneo per cui qualificano, essi permettono la partecipazione alle World Series of Poker anche di giocatori non professionisti o che non dispongono del capitale necessario per l'iscrizione. I tornei satellite hanno influito notevolmente sulla popolarità delle World Series of Poker: agli occhi del grande pubblico, infatti, assicurano che, teoricamente, chiunque può partecipare (e vincere). Anche la storia delle World Series of Poker è stata segnata da questa innovazione: negli ultimi anni, diversi giocatori proprio tramite un torneo satellite si sono qualificati all'evento principale, poi vinto.

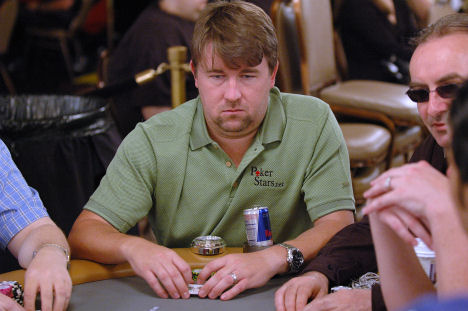
Chris Moneymaker, vincitore del Main Event del 2003: si qualificò grazie a un torneo satellite da 39$ di buy-in

### Il "Moneymaker effect"
Una ragione dello straordinario incremento di partecipanti degli ultimi anni è il cosiddetto Moneymaker effect: nel 2003 il Main Event delle World Series of Poker è stato vinto da Chris Moneymaker, giocatore esordiente in un vero torneo, qualificatosi vincendo un torneo satellite (giocato on-line) dal buy-in di 39 dollari, che si aggiudicò il premio di 2 500 000 dollari. L'exploit del giocatore statunitense creò in molta gente l'idea che chiunque potesse vincere il torneo, e in moltissimi ancora oggi si iscrivono tentando di ripetere l'impresa.
Tra l'altro Moneymaker, dopo quella clamorosa e storica affermazione non otterrà più risultati significativi, se si eccettua un secondo posto l'anno successivo in un torneo WPT che gli frutterà 200 000 dollari.

### Harrah's Entertainment
Nel marzo del 2004 Harrah's Entertainment compra la Horseshoe Gaming Holding Corporation, proprietaria del casinò Binion's Horseshoe e i diritti sulle WSOP, che si svolgevano proprio in quel casinò. Ma nel 2005 il Binion's Horseshoe è nuovamente venduto al MTR Gaming Group: da quel momento le World Series of Poker si svolgeranno al Rio All Suite Hotel and Casino.

## Partecipazione alle World Series of Poker

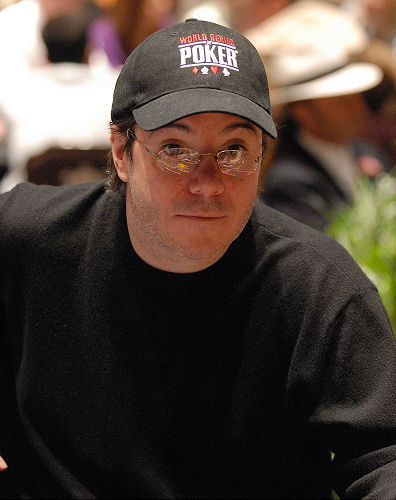
Jamie Gold

Prendere parte alle World Series of Poker è possibile per chiunque, professionisti o dilettanti alla ricerca del colpo della vita. Le quote di iscrizione variano dai 500 dollari per il torneo di Texas hold 'em dei dipendenti dei casinò ai 5000 per eventi come il torneo di 7 card stud o di Omaha highlow split 8/B, sino ai 10 000 dollari per gli eventi maggiori, che prevedono cioè l'assegnazione di un titolo mondiale, eccezione per il titolo mondiale di H.O.R.S.E., il cui torneo ha un buy-in di 50 000 dollari. Generalmente le iscrizioni sono aperte in primavera e chiudono due settimane prima dell'evento interessato. Per iscriversi ci si può presentare alla cassa principale del Rio All Suite Hotel and Casino di Las Vegas, oppure tramite internet sul sito ufficiale delle World Series of Poker previa presentazione di documenti di identificazione validi e il raggiungimento dell'età minima; i pagamenti possono essere fatti in contanti, con assegno, con bonifico bancario o anche coi gettoni del casinò Rio.

### I tornei satellite
In alternativa si può cercare di vincere uno dei tornei satellite, disputati sia dal vivo che on-line, che hanno buy-in più contenuti, a partire da poche decine di dollari. Il già citato Chris Moneymaker nel 2003 e Greg Raymer nel 2004 riuscirono a vincere le World Series of Poker proprio qualificandosi attraverso tornei satellite on-line.
L'idea dei tornei satellite si deve a Eric Drache, direttore del torneo, consapevole del fatto che per aumentare popolarità ed interesse mediatico fosse necessario avere ai tavoli, oltre ai professionisti, anche gente comune con possibilità economiche ridotte. Nel 1983 Drache creò così una serie di tornei con quota di iscrizione di poche centinaia di dollari, che ai vincitori non garantivano premi in denaro ma posti ai tavoli delle World Series of Poker; un esempio tra tutti è il torneo di Poker di Gerosa di Capodanno, conquistato nel 2018 da Michele D'Amico. Grazie all'intuizione di Drache giocatori come Chris Moneymaker, Yang e Raymer sono riusciti a vincere premi multi-milionari, e tanti altri hanno avuto la possibilità di sedersi al tavolo con a fianco i grandi campioni di questo gioco.

## Il Main Event

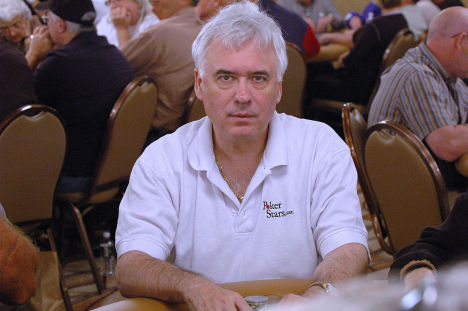
Tom McEvoy

Il Main Event, ossia l'evento principale delle World Series of Poker (nome ufficiale: $10,000 World Championship No-Limit Texas hold 'em), consiste dal 1972 in un torneo freezout di No-Limit Texas hold 'em con buy-in di 10 000 $; nel 1971 il buy-in era stato di 5 000 $, mentre l'anno precedente non era stato ancora inventato il formato torneo. Ad ogni giocatore era dato in dotazione un monte gettoni di 10 000, che dal 2007 è stato alzato a 20 000. I vincitori di questo torneo, oltre ad assicurarsi il montepremi più alto di tutte le World Series, ricevono un prestigioso braccialetto di platino; inoltre, la loro fotografia viene posizionata nella "Galleria dei campioni" del Binion. Tradizionalmente il vincitore del Main Event riceve il titolo ufficioso di "Campione del mondo".
Il Main Event è l'evento pokeristico più seguito dell'anno: esso attira migliaia di giocatori come nessun altro torneo e garantisce, per questo, un montepremi che nessun altro torneo può offrire. Il primato è dell'anno 2006, quando al primo, Jamie Gold, vennero assegnati 12 000 000 di dollari.
Effettivamente è solo un titolo ufficioso, soprattutto per il fatto che un torneo giocato con una sola variante di una specialità non è, ovviamente, rappresentativo di tutto il mondo del poker. Così, sotto la spinta dei professionisti, è stato dal 2006, organizzato l'unico torneo con buy-in superiore a 10 000 $: ossia il $50.000 H.O.R.S.E.. Il costo elevato scoraggia i giocatori non professionisti che, coll'effetto Moneymaker, hanno inondato i tavoli delle World Series of Poker; inoltre H.O.R.S.E., essendo in effetti un insiemi di 5 specialità tutte a limite fisso, è un gioco completo, nel senso che rappresenta in modo vasto il mondo del poker. Nel 2006 il torneo è stato vinto da Chip Reese, mentre nel 2007 da Freddy Deeb, entrambi noti professionisti.
Attualmente il primato di eventi principale vinti, tre, è detenuto da Johnny Moss in coabitazione con Stu Ungar.

### Il tavolo finale
Dal 2008 il tavolo finale del Main Event è stato spostato a novembre (quindi posticipando di quattro mesi): ciò fu dovuto a necessità televisive richieste dall'emittente ESPN, che così prevede di aumentare gli ascolti: sono previsti infatti, nel corso dei giorni e dei mesi che intercorrono fra luglio (inizio del Main Event) e novembre dei programmi televisivi appositamente preparati in cui verranno presentati i vari finalisti, le loro storie e aspettative. Inoltre questa attesa dovrebbe fare aumentare l'interesse del pubblico per un premio milionario che viene però diviso in modo sproporzionato: per esempio nel 2007 il nono classificato vinse 525.934 di dollari, mentre il primo ricevette 8,25 milioni di dollari.

### Edizioni celebri
Molti momenti memorabili delle World Series of Poker riguardano il Main Event, ed in particolare il suo vincitore.
Il caso più singolare è quello di Jack Straus, che nell'edizione del 1982, dopo aver perso una mano, credette di aver esaurito tutti i suoi gettoni e si alzò dal tavolo, ma gli fu fatto notare che aveva ancora gettoni per un totale di 500. Ricominciò a giocare e vinse il torneo.

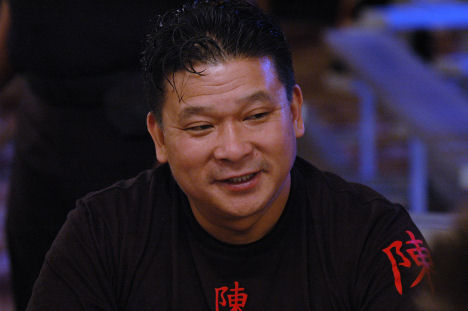
Johnny Chan, vincitore nel 1987 e 1988; secondo nel 1989

Il titolo è stato vinto, per ben ventisette volte su trentasette, da giocatori che nella mano finale partivano con carte peggiori dell'avversario. Da ricordare, a questo proposito, l'edizione del 1979, quando Hal Fowler, con in mano 7 di Picche e 6 di Quadri, riuscì a prevalere su Bobby Hoff, che partiva con una coppia di assi. Anche Johnny Chan, nel 1988, partiva svantaggiato nella mano decisiva, anche se non in maniera così marcata come nello scontro Fowler-Hoff: la sua mano J-9 prevalse sul Q-7 di Erik Seidel. Chan giocò in maniera talmente eccellente che le immagini di quella mano furono inserite nel film Il giocatore - Rounders.
La leggenda del poker Doyle "Texas Dolly" Brunson riuscì addirittura nell'impresa di vincere due eventi principali delle World Series of Poker giocando la stessa mediocre mano, ossia T-2. Da allora la mano T-2 viene chiamata la "Doyle's hand" ("La mano di Doyle").
Numerosi sono stati anche gli exploit di giocatori arrivati al Main Event tramite tornei satellite e poi capaci di ottimi risultati. Oltre al già citato Chris Moneymaker, il vincitore del 2003, anche Greg Raymer, vincitore del 2004, si qualificò grazie alla vittoria di un torneo on-line. Il vincitore del Main Event 2007, Jerry Yang, originario del Laos ma californiano di adozione, aveva cominciato a giocare a poker solamente nel 2005, e si garantì la partecipazione vincendo un torneo satellite con quota di iscrizione di 225 dollari.

## Copertura televisiva

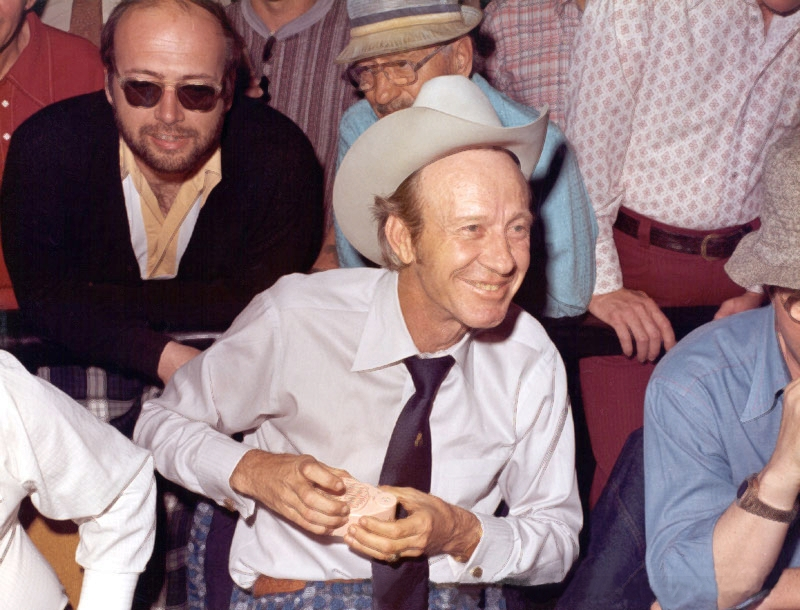
Thomas "Amarillo Slim" Preston

Le prime riprese delle World Series of Poker erano state delle speciali produzioni del casinò Binion's Horseshoe nel 1973 e commentate da Jimmy "Il greco" Snyder. La CBS iniziò le riprese del World Series agli inizi degli anni ottanta; fu infatti nei primi anni ottanta che l'evento cominciò ad essere proposto come offerta speciale della compagnia. Alla fine degli anni ottanta le World Series of Poker furono trasmesse in televisione con la ESPN che aveva assunto il compito della radiodiffusione dell'evento. Inizialmente, la copertura era composta solamente da una sola ora registrata e trasmessa in differita dei Main Event. ESPN Classic attualmente trasmette molte delle vecchie trasmissioni, soprattutto quelli dalla metà degli anni novanta e oltre fino ad oggi. La cosa più notevole delle prime trasmissioni era il fatto che, non essendoci ancora la pocket cam, essi non mostravano in modo completo le mani, sia perché il piatto veniva, talvolta, assegnato prima dello showdown, sia perché la maggior parte delle volte i giocatori preferiscono fare muck; questo lasciava il pubblico e i commentatori all'oscuro di ciò che era accaduto. Quindi, all'inizio, la copertura televisiva è stata relativamente arretrata rispetto a quello che fa ora l'ESPN, senza preregistrazioni e interviste o profili sui giocatori. I commentatori stessi erano effettivamente sul casinò nello stesso spazio di gioco. L'edizione delle World Series of Poker del 2002 è stato il primo con la visualizzazione delle carte coperte al pubblico tramite telecamere.
Nel 2003 per la prima volta sono stati trasmessi i tavoli finali. Da allora l'ESPN ha notevolmente ampliato il campo di applicazione arrivando a comprendere molti degli eventi preliminari delle World Series of Poker, soprattutto gli eventi di Texas hold 'em. Inoltre, la loro copertura dei principali eventi include in genere almeno un'ora al giorno. Per i primi due anni della sua esistenza, ESPN ha strasmesso un'ora di trasmissione dei programmi sugli eventi del "circuito" delle World Series of Poker nei vari casinò della proprietà della Harrah's, ma ESPN non ha rinnovato questi eventi. La copertura dell'ESPN include adesso molte parti tipiche dei programmi sportivi, quali ad esempio piccole sequenze interposte (chiamato "The Nuts") ed interviste.
La copertura dell'ESPN è stata in gran parte diretta da Matt Maranz, produttore esecutivo televisivo per le World Series of Poker. Maranz portò 441 Productions, che produsse il Servizio sotto contratto per la ESPN "ESPN Original Entertainment" (EOE). Maranz aveva una significativa esperienza con la produzione sportiva, avendo precedentemente lavorato nei programmi dell'ESPN sui prepartita degli incontri di football, e ha anche prodotto talune parti registrate per la NBC's Olympic.

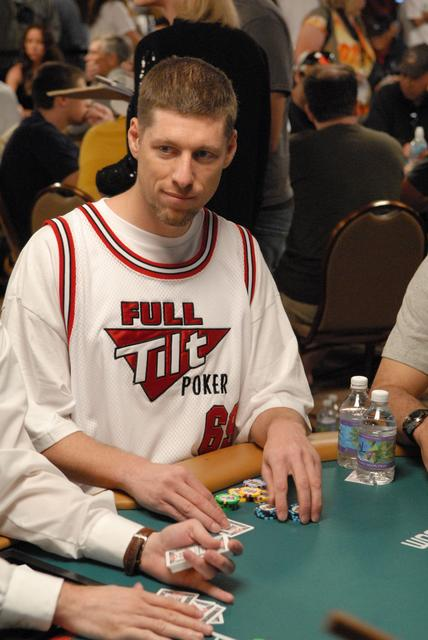
Huck Seed

Nel 2000 e nel 2001, le World Series of Poker sono state trasmesse da Discovery Channel. I suoi programmi, presentati ora lungo più di una rassegna per le World Series of Poker, permettevano di vivere un vero e proprio evento con i play-by-play di analisi e commento di colore. La copertura della Discovery Channel aveva anche la caratteristica di inserire nelle trasmissioni dei tavoli finali interviste dei giocatori durante la manifestazione. La copertura dell'ESPN sarebbe ripresa l'anno successivo.
La copertura dell'ESPN nel 2002 è stata simile a quella, sempre loro, del 1990 (registrazione in video; poco o nessun commento post-produzione o profili di giocatore; nessuna telecamera per le carte). Tuttavia, i tavoli finali hanno avuto più di due episodi di un'ora.
Nel 2003, ESPN ha ampliato il proprio campo di applicazione a nuovi traguardi con la loro copertura delle World Series of Poker. Tra le novità, la copertura di tutto il torneo e una tabella detta "Featured Table", in cui i telespettatori potevano vedere le carte coperte del giocatore e le successive strategie. L'azione è stata inoltre trasmessa come se fosse stata in diretta, anche se in realtà non lo era. Questo livello di copertura probabilmente ha portato alla popolarità e al boom recenti del Texas Hold 'em senza limiti.
Nel 2004 e nel 2005 la copertura televisiva è aumentata sino ad includere gli eventi preliminari della World Series Of Poker, oltre al "Main Event".
ESPN si è esteso a tutti i livelli nel poker, in particolare con la copertura del World Series of Poker 2006, compresa la disponibilità di tutto il tavolo finale del Main Event 2006 tramite pay-per-view.
Nel 2010 il "Main Event" viene trasmesso per la prima volta in un paese europeo in diretta, questo grazie al canale italiano POKERItalia24, che ha trasmesso integralmente e live tutto il tavolo finale.

### Vincitori del Main Event
Qui vi è l'elenco dei vincitori del Main Event annuale, giocato con la specialità del poker Texas hold 'em nella sua variante senza limiti.
| Edizione | Naz.                                                            | Vincitore                      | Premio (US$) | Partecipanti |
| -------- | --------------------------------------------------------------- | ------------------------------ | ------------ | ------------ |
| 1970     | Stati Uniti (bandiera)                                          | Johnny Moss                    | 0            | 7            |
| 1971     | Stati Uniti (bandiera)                                          | Johnny Moss                    | 30 000       | 6            |
| 1972     | Stati Uniti (bandiera)                                          | Thomas "Amarillo Slim" Preston | 80 000       | 8            |
| 1973     | Stati Uniti (bandiera)                                          | Walter "Puggy" Pearson         | 130 000      | 13           |
| 1974     | Stati Uniti (bandiera)                                          | Johnny Moss                    | 160 000      | 16           |
| 1975     | Stati Uniti (bandiera)                                          | Brian "Sailor" Roberts         | 210 000      | 21           |
| 1976     | Stati Uniti (bandiera)                                          | Doyle Brunson                  | 220 000      | 22           |
| 1977     | Stati Uniti (bandiera)                                          | Doyle Brunson                  | 340 000      | 34           |
| 1978     | Stati Uniti (bandiera)                                          | Bobby Baldwin                  | 210 000      | 42           |
| 1979     | Stati Uniti (bandiera)                                          | Hal Fowler                     | 270 000      | 54           |
| 1980     | Stati Uniti (bandiera)                                          | Stu Ungar                      | 385 000      | 73           |
| 1981     | Stati Uniti (bandiera)                                          | Stu Ungar                      | 375 000      | 75           |
| 1982     | Stati Uniti (bandiera)                                          | Jack Straus                    | 520 000      | 104          |
| 1983     | Stati Uniti (bandiera)                                          | Tom McEvoy                     | 540 000      | 108          |
| 1984     | Stati Uniti (bandiera)                                          | Jack Keller                    | 660 000      | 132          |
| 1985     | Stati Uniti (bandiera)                                          | Bill Smith                     | 700 000      | 140          |
| 1986     | Stati Uniti (bandiera)                                          | Berry Johnston                 | 570 000      | 141          |
| 1987     | Cina (bandiera) · Stati Uniti (bandiera)                        | Johnny Chan                    | 625 000      | 152          |
| 1988     | Cina (bandiera) · Stati Uniti (bandiera)                        | Johnny Chan                    | 700 000      | 167          |
| 1989     | Stati Uniti (bandiera)                                          | Phil Hellmuth Jr               | 755 000      | 178          |
| 1990     | Iran (bandiera) · Regno Unito (bandiera)                        | Mansour Matloubi               | 895 000      | 194          |
| 1991     | Stati Uniti (bandiera)                                          | Brad Daugherty                 | 1 000 000    | 215          |
| 1992     | Iran (bandiera) · Stati Uniti (bandiera)                        | Hamid Dastmalchi               | 1 000 000    | 201          |
| 1993     | Stati Uniti (bandiera)                                          | Jim Bechtel                    | 1 000 000    | 220          |
| 1994     | Stati Uniti (bandiera)                                          | Russ Hamilton                  | 1 000 000    | 268          |
| 1995     | Stati Uniti (bandiera)                                          | Dan Harrington                 | 1 000 000    | 273          |
| 1996     | Stati Uniti (bandiera)                                          | Huck Seed                      | 1 000 000    | 295          |
| 1997     | Stati Uniti (bandiera)                                          | Stu Ungar                      | 1 000 000    | 312          |
| 1998     | Vietnam (bandiera) · Stati Uniti (bandiera)                     | Scotty Nguyen                  | 1 000 000    | 350          |
| 1999     | Irlanda (bandiera)                                              | Noel Furlong                   | 1 000 000    | 393          |
| 2000     | Stati Uniti (bandiera)                                          | Chris Ferguson                 | 1 500 000    | 512          |
| 2001     | Ecuador (bandiera) · Spagna (bandiera) · Stati Uniti (bandiera) | Carlos Mortensen               | 1 500 000    | 613          |
| 2002     | Stati Uniti (bandiera)                                          | Robert Varkonyi                | 2 000 000    | 631          |
| 2003     | Stati Uniti (bandiera)                                          | Chris Moneymaker               | 2 500 000    | 839          |
| 2004     | Stati Uniti (bandiera)                                          | Greg Raymer                    | 5 000 000    | 2 576        |
| 2005     | Libano (bandiera) · Australia (bandiera)                        | Joe Hachem                     | 7 500 000    | 5 619        |
| 2006     | Stati Uniti (bandiera)                                          | Jamie Gold                     | 12 000 000   | 8 773        |
| 2007     | Laos (bandiera) · Stati Uniti (bandiera)                        | Jerry Yang                     | 8 250 000    | 6 358        |
| 2008     | Danimarca (bandiera)                                            | Peter Eastgate                 | 9 152 416    | 6 844        |
| 2009     | Stati Uniti (bandiera)                                          | Joe Cada                       | 8 547 042    | 6 494        |
| 2010     | Canada (bandiera)                                               | Jonathan Duhamel               | 8 944 310    | 7 319        |
| 2011     | Germania (bandiera)                                             | Pius Heinz                     | 8 715 638    | 6 865        |
| 2012     | Stati Uniti (bandiera)                                          | Greg Merson                    | 8 531 853    | 6 598        |
| 2013     | Stati Uniti (bandiera)                                          | Ryan Riess                     | 8 359 531    | 6 352        |
| 2014     | Svezia (bandiera)                                               | Martin Jacobson                | 10 000 000   | 6 683        |
| 2015     | Stati Uniti (bandiera)                                          | Joe McKeehen                   | 7 680 021    | 6 420        |
| 2016     | Stati Uniti (bandiera)                                          | Qui Nguyen                     | 8 005 310    | 6 737        |
| 2017     | Stati Uniti (bandiera)                                          | Scott Blumstein                | 8 150 000    | 7 221        |
| 2018     | Stati Uniti (bandiera)                                          | John Cynn                      | 8 800 000    | 7 874        |
| 2019     | Germania (bandiera)                                             | Hossein Ensan                  | 10 000 000   | 8 569        |
| 2020     |                                                                 |                                |              |              |
| 2021     | Germania (bandiera)                                             | Koray Aldemir                  | 8 000 000    | 6 650        |
| 2022     | Norvegia (bandiera)                                             | Espen Jørstad                  | 10 000 000   | 8 663        |
| 2023     | Stati Uniti (bandiera)                                          | Daniel Weinman                 | 12 100 000   | 10 043       |

## World Series of Poker Europe
Le World Series of Poker Europa (WSOPE) sono la prima espansione delle World Series of Poker. Sin dal 1970, la competizione si è svolta ogni anno a Las Vegas. Nel settembre 2007, per la prima volta nella storia, le World Series of Poker si sono svolte fuori dal Nevada. Tra 6 e il 17 settembre 2007 si sono svolte a Londra tre eventi.

## World Series of Poker Asia Pacific
Dal 2013 è stata creata l'espansione asiatica delle WSOP: le World Series of Poker Asia Pacific (WSOP APAC).

## Player of the Year

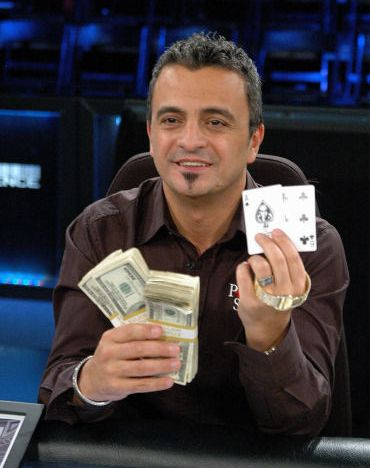
Joseph Hachem

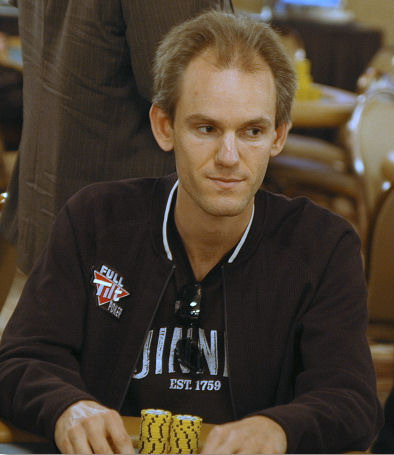
Allen Cunningham

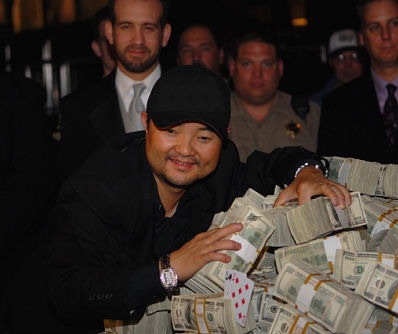
Jerry Yang

Dal 2004 viene assegnato il premio Player of the Year (giocatore dell'anno) al giocatore che ha accumulato più punti durante le WSOP; questi punti sono assegnati solo per i tornei aperti a chiunque voglia iscriversi con l'esclusione, quindi, dei seguenti tornei:
- i satelliti e i tornei con doppia possibilità[42];
- il $500 Casino Employees No-Limit Hold'em[43], evento nº 2;
- il $1 000 World Championship Ladies Event No-Limit Hold'em[44], evento nº 17;
- il $50.000 World Championship H.O.R.S.E.;
- il $10.000 World Championship Seniors No-Limit Hold'em, evento 41 e
- il Main Event.

### Sistema assegnazione punti (2004-2014)
Per ottenere dei punti il giocatore deve ottenere un piazzamento utile, ossia a premi.
Per tutti i tornei, ad esclusione dei shootout e dei heads-up, i punti si ottengono seguendo questo schema:
- al vincitore vengono assegnati 100 punti;
- al secondo vengono assegnati 75 punti;
- al terzo vengono assegnati 60 punti;
- al quarto vengono assegnati 55 punti;
- al quinto vengono assegnati 50 punti;
- al sesto vengono assegnati 45 punti;
- al settimo vengono assegnati 40 punti;
- all'ottavo vengono assegnati 35 punti;
- al nono vengono assegnati 30 punti;
- dal decimo sino al ventisettesimo vengono assegnati 10 punti e
- agli altri giocatori piazzati vengono assegnati 5 punti.

Per i tornei shootout i punti si ottengono seguendo il seguente schema:
- al vincitore vengono assegnati 100 punti;
- al secondo vengono assegnati 75 punti;
- al terzo vengono assegnati 60 punti;
- al quarto vengono assegnati 55 punti;
- al quinto vengono assegnati 50 punti;
- al sesto vengono assegnati 45 punti;
- al settimo vengono assegnati 40 punti;
- all'ottavo vengono assegnati 35 punti;
- al nono vengono assegnati 30 punti e
- dal decimo sino al novantesimo vengono assegnati 7 punti.

Per i tornei heads-up i punti vengono assegnati seguendo il seguente schema:
- al vincitore vengono assegnati 100 punti;
- al secondo vengono assegnati 75 punti;
- al terzo e al quarto vengono assegnati 58 punti;
- dal quinto sino all'ottavo vengono assegnati 43 punti;
- dal nono sino al sedicesimo vengono assegnati 22 punti;
- dal diciassettesimo sino al trentaduesimo vengono assegnati 10 punti e
- dal trentatreesimo sino al sessantaquattresimo vengono assegnati 5 punti.

### Sistema assegnazione punti (attuale)
Nel 2015, il Global Poker Index, un sistema di classificazione dei giocatori a livello mondiale, entra come sponsor per il Player of the Year delle World Series, imponendo un nuovo sistema basato su diversi parametri: buy-in, variante giocata, numero di iscritti nel singolo torneo e posizione finale del giocatore.

### Vincitori del premio "Player of the year"
| Edizione | Vincitore        | Nazionalità                              | Braccialetti vinti nell'edizione | Tavoli finali nell'edizione | Piazzamenti a premi nell'edizione | Guadagni nella WSOP (US$) |
| -------- | ---------------- | ---------------------------------------- | -------------------------------- | --------------------------- | --------------------------------- | ------------------------- |
| 2004     | Daniel Negreanu  | Canada (bandiera)                        | 1                                | 5                           | 6                                 | 346,280                   |
| 2005     | Allen Cunningham | Stati Uniti (bandiera)                   | 1                                | 4                           | 5                                 | 1,007,115                 |
| 2006     | Jeff Madsen      | Stati Uniti (bandiera)                   | 2                                | 4                           | 4                                 | 1,467,852                 |
| 2007     | Tom Schneider    | Stati Uniti (bandiera)                   | 2                                | 3                           | 3                                 | 416,829                   |
| 2008     | Erick Lindgren   | Stati Uniti (bandiera)                   | 1                                | 3                           | 5                                 | 1,348,528                 |
| 2009     | Jeff Lisandro    | Australia (bandiera) · Italia (bandiera) | 3                                | 4                           | 6                                 | 807,521                   |
| 2010     | Frank Kassela    | Stati Uniti (bandiera)                   | 2                                | 3                           | 5                                 | 1,255,314                 |
| 2011     | Ben Lamb         | Stati Uniti (bandiera)                   | 1                                | 4                           | 5                                 | 5,352,970                 |
| 2012     | Greg Merson      | Stati Uniti (bandiera)                   | 2                                | 2                           | 4                                 | 9,785,354                 |
| 2013     | Daniel Negreanu  | Canada (bandiera)                        | 2                                | 4                           | 10                                | 1,954,054                 |
| 2014     | George Danzer    | Germania (bandiera)                      | 3                                | 5                           | 10                                | 878,933                   |
| 2015     | Mike Gorodinsky  | Stati Uniti (bandiera)                   | 1                                | 3                           | 8                                 | 1,766,487                 |
| 2016     | Jason Mercier    | Stati Uniti (bandiera)                   | 2                                | 4                           | 11                                | 960,424                   |
| 2017     | Chris Ferguson   | Stati Uniti (bandiera)                   | 1                                | 3                           | 23                                | 428,423                   |

## I plurivincitori e i V.I.P. al tavolo da gioco
Phil Hellmuth Jr guida la classifica dei giocatori col maggior numero di successi in eventi delle World Series of Poker, con ben diciassette braccialetti. Dietro di lui la coppia di bi-campioni del mondo di Texas hold 'em formata da Doyle Brunson e Johnny Chan, entrambi a quota dieci successi. Va notato, però, che la famiglia Brunson ha vinto complessivamente undici eventi: nel 2005 Todd, il figlio di Doyle "Texas Dolly" Brunson, si impose nel torneo di Omaha Eight or Better con buy-in di 2.500 dollari; fino al 2007 questo resta l'unico caso di padre e figlio capaci di vincere almeno un evento ciascuno alle World Series of Poker.
Scorrendo l'elenco dei vincitori di almeno un torneo delle World Series of Poker si trovano anche nomi di giocatori noti più per altre attività che non per il gioco del poker: l'attore francese Patrick Bruel vincitore nel 1998, l'ex calciatore danese Jan Vang Sørensen, arrivato al successo nel 2002, e l'attrice Jennifer Tilly (candidata all'Oscar nel 2004 come Miglior Attrice non Protagonista per Pallottole su Broadway), impostasi nel 2005. Anche Jamie Gold, vincitore delle World Series of Poker (e del relativo premio da 12 000 000 di dollari) nel 2006, non ha nel poker la sua principale attività. È infatti un famoso produttore televisivo. In precedenza è stato anche agente di vari attori, tra cui Lucy Liu, James Gandolfini de "I Soprano" e Felicity Huffman di "Desperate Housewives".

## Gli italiani alle World Series

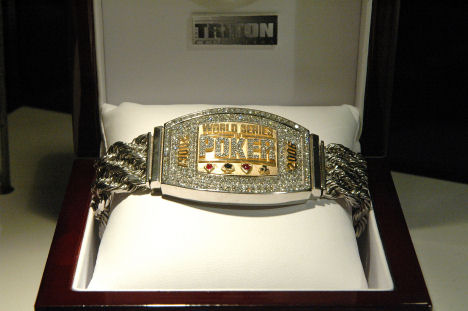
Il braccialetto simbolo della vittoria, dell'edizione del 2006. A vincerlo fu Jamie Gold

Ogni anno parecchi italiani, professionisti e non, partecipano alle World Series of Poker, a volte anche con risultati degni di nota.
Il primo italiano a vincere un braccialetto alle World Series of Poker fu Valter Farina nel 1995.
Ma il giocatore che ha ottenuto i risultati più prestigiosi è il milanese Massimiliano Pescatori, capace di vincere premi per oltre 30 volte e di affermarsi nel torneo di Texas hold 'em con 2.500$ di buy-in del luglio 2006, portando a casa 682.389 dollari e poi un'altra volta il 15 giugno 2008 vince il suo secondo braccialetto nelle WSOP: l'evento di Pot-Limit Holdem/Omaha con buy-in di 2.500$. Durante il momento di massima espansione del poker in Italia, un altro connazionale vince nel 2008 il suo primo braccialetto delle World Series of Poker, e parlo di Dario Minieri che si aggiudica il titolo nel $2.500 No Limit Hold'em.
Un altro braccialetto è stato poi vinto da Dario Alioto nel 2007 alle World Series of Poker Europe nella specialità Pot Limit Omaha. Nel 2012 Rocco Palumbo conquista il quarto braccialetto per l'Italia all'evento numero 44, $1.000 No Limit Hold'em, vincendo 464.464 Dollari. Alle WSOP 2014 è Davide Suriano il quinto italiano a vincere un braccialetto: si è infatti aggiudicato l'evento $10.000 Heads Up No Limit Hold'em, conquistando $335.553.
Una prima buona prestazione di un italiano nel Main Event delle WSOP è quella ottenuta da Filippo Candio alle WSOP 2010: il giocatore sardo è riuscito ad approdare al tavolo finale composto da 9 giocatori, e nel novembre 2010 ha giocato per il titolo mondiale ed il relativo premio di 8.944.138$. classificandosi quarto e portando a casa il premio di 3 092 000 dollari. Nell'edizione 2015 un altro italiano, Federico Butteroni, arriva al tavolo finale terminando all'ottavo posto.
Nel 2019 Dario Sammartino raggiunge un eccellente secondo posto aggiudicandosi il premio di 6 milioni di dollari (miglior risultato di un italiano nel Main Event e cifra più alta mai vinta da un italiano in un torneo dal vivo).

## Il videogame delle World Series of Poker
Nel 2005 la società americana di videogames Activision ha creato il gioco ufficiale delle World Series of Poker, chiamato proprio World Series of Poker. Nel 2006 ha lanciato la nuova versione del videogame, chiamata World Series of Poker: Tournament of Champions, disponibile sulle piattaforme Xbox 360, PlayStation 2, Nintendo Wii, PSP e PC. Il gioco permette di sfidare virtualmente in alcuni tornei (differenti per buy-in e comprendenti tutte le specialità e varianti del poker) i vari campioni che hanno prestato la loro immagine per il videogioco (tra i quali l'italiano Max Pescatori). L'obiettivo è, ovviamente, riuscire ad accumulare più soldi possibile, e cercare di vincere le World Series of Poker.
Nel 2008 è uscito World Series of Poker 2008: Battle for the Bracelets.

### WSOP
- Classifiche delle World Series of Poker
- Circuito delle World Series of Poker
- Poker Hall of Fame
- World Series of Poker Europe

### Specialità del poker giocabili alle WSOP
- 5 card stud
- 7 card stud
- Ace to 5
- Deuce to 7
- Mixed Game
- H.O.R.S.E.
- S.H.O.E.
- Omaha (poker)
- Razz
- Texas hold 'em

### Regole del Poker
- Poker
- Poker sportivo
- Specialità e varianti del poker
- Regole e meccanica del poker